# William Mackenzie

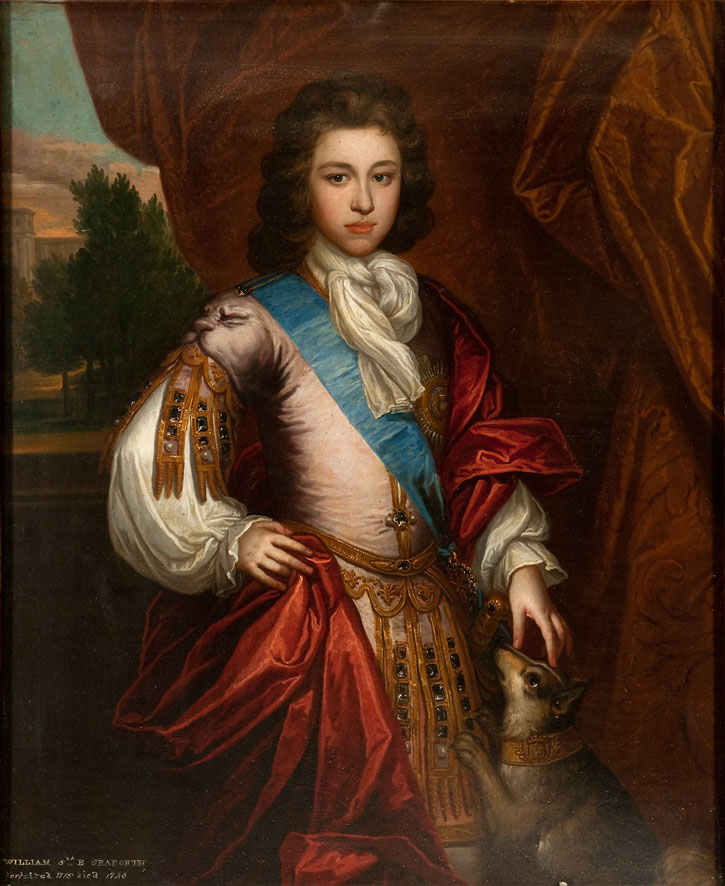
William Mackenzie, 5° Conde de Seaforth en su juventud. ￼Ayuda

William Mackenzie, 5° Conde de Seaforth (faleció en 1740) fue un noble escocés.
Fue uno de los que se unió al jacobitismo en Braemar durante la sublevación jacobita de 1715, conocida como la Revuelta de "El Viejo Pretendiente", y luego, habiendo conseguido 3.000 hombres, estuvo presente en la Batalla de Sheriffmuir y fue nombrado teniente general de los condados del norte. 
Escapó a Francia en 1716.
William acompañó a George Keith, 10° Conde Mariscal en su expedición a las Tierras Altas (Highlands), pero fue herido en la Batalla de Glenshiel y tuvo que volver a escapar a Francia. No regresó a Escocia hasta 1726, después de haber sido indultado.
En 1716 fue condenado y sus títulos y bienes fueron confiscados. Antes de su muerte en enero de 1740, le habrían levantado algunas de las sanciones por su traición, aunque sus títulos no fueron restituidos. Su hijo, Kenneth (1718-1761), que de no haber sido suprimidos los títulos de su padre habría sido el 6° Conde, ayudó al gobierno británico durante el levantamiento jacobita de 1757, conocido como "El Joven Pretendiente”, y fue miembro del parlamento por varios años. Su hijo Kenneth Mackenzie, 1º Conde de Seaforth fue nombrado Conde de Seaforth en 1771, pero su nobleza se extinguió cuando murió en agosto de 1781. Aunque todavía hay herederos de los antiguos Condes, este se mantuvo bajo proscripción. Kenneth fundó el regimiento de las Tierras Altas de Escocia, el 78°, conocido después como el 2º batallón de las Tierras Altas de Seaforth.

## Enlaces
- Electric Scotland article on the Mackenzies of Seaforth (en inglés)

- Datos: Q7612704